# Chiesa di San Giorgio a Bibbiano
La chiesa di San Giorgio è un edificio religioso situato a San Giorgio a Bibbiano, frazione del comune di Cascina, in provincia di Pisa.

## Storia e descrizione
La chiesa è documentata in un atto risalente al 12 aprile 970, con cui il vescovo di Pisa Alberico concesse la metà dei terreni, rendite e case alla Pieve di San Giovanni e Santa Maria Assunta a Cascina..
Lo stile della chiesa è il tipico Romanico pisano: il materiale utilizzato nella costruzione della chiesa, costituita da blocchi regolari alternati, è calcare cavernoso e verrucano. 
Essa è costituita da una sola navata di grandi dimensioni, e presenta le particolarità di avere la facciata rivolta a mezzogiorno.
La chiesa è inoltre tronca al vertice, dove culmina in una piccola e pesante bifora a vela, aggiunta nel 1603, sulle cui colonne sono presenti dei bassorilievi rievocanti la lotta di San Giorgio con il drago.
Sulla facciata della chiesa è ancora oggi visibile una lapide che indica l'altezza delle acque raggiunte dall'Arno nell'alluvione del 1855. Nello stesso anno la parrocchia contava 934 abitanti..